# Wonderwall Music
Pour les articles homonymes, voir Wonderwall.
Albums de George Harrison
Electronic Sound
(1969)
Wonderwall Music est le premier album solo de George Harrison, sorti en 1968. L'album constitue la bande originale du film Wonderwall, le réalisateur Joe Massot ayant demandé au Beatle de la composer, quel que soit le style. Alors passionné de musique indienne, Harrison a opté pour ce genre musical dans la bande originale, tout comme il l'a introduit dans l’œuvre des Beatles.
L'enregistrement de l'album débute dans un premier temps en Angleterre en décembre 1967, puis se poursuit à Bombay au mois de janvier suivant. Les sessions des musiciens indiens permettent également d'enregistrer la base d'une chanson des Beatles, The Inner Light. Des morceaux plus proches du rock occidental sont aussi inclus, avec la participation notamment de Ringo Starr et Eric Clapton.
Wonderwall Music est le premier album publié sous le label Apple Records, et le premier publié par un Beatle en solo. L'accueil critique et commercial est mitigé : si l'album gagne quelques fidèles parmi les amateurs de George Harrison, il ne parvient pas à pénétrer dans les charts britanniques, et monte en 49e position des classements américains. Premier album sorti du catalogue par Apple Records, il est réédité en CD en 1992 puis à nouveau en 2014, avec trois titres supplémentaires dont une version instrumentale de la chanson des Beatles The Inner Light.

## Liste des chansons
| 1.    | Microbes              | 3:42 |
| 2.    | Red Lady Too          | 1:56 |
| 3.    | Tabla And Pakavaj     | 1:05 |
| 4.    | In The Park           | 4:08 |
| 5.    | Drilling A Home       | 3:08 |
| 6.    | Guru Vandana          | 1:05 |
| 7.    | Greasy Legs           | 1:28 |
| 8.    | Ski-ing               | 1:50 |
| 9.    | Gat Kirwani           | 1:15 |
| 10.   | Dream Scene           | 5:26 |
| 11.   | Party Seacombe        | 4:34 |
| 12.   | Love Scene            | 4:17 |
| 13.   | Crying                | 1:15 |
| 14.   | Cowboy Music          | 1:29 |
| 15.   | Fantasy Sequins       | 1:50 |
| 16.   | Glass Box             | 2:22 |
| 17.   | On The Bed            | 1:05 |
| 18.   | Wonderwall To Be Here | 1:25 |
| 19.   | Singing Om            | 1:54 |
| 42:29 |                       |      |

Titres bonus sur la version remixée de 2014 :
- In the First Place (Colin Manley, Tony Ashton) – 3:17
- Almost Shankara – 5:00
- The Inner Light (prise alternative, instrumental) – 3:43

## Fiche technique

### Interprètes
- George Harrison : piano, mellotron, guitare acoustique et électrique, arrangements musicaux
- Eric Clapton : guitare
- Colin Manley : guitare acoustique, guitare électrique, pedal steel guitare
- John Barham : piano, flugelhorn, harmonium, arrangements orchestraux
- Tony Ashton : piano, orgue, mellotron
- The Fool : flûtes, instruments à anche
- Philip Rogers : basse
- Big Jim Sullivan : basse
- Tommy Reilly : harmonica
- Peter Tork : banjo
- Roy Dike :  batterie
- Ringo Starr : batterie
- Aashish Khan : sarod
- Mahapurush Misra : tabla, pakavaj
- Sharad Kumar : shehnai
- Hanuman Jadev : shehnai
- Shambu Das : sitar
- Indril Bhattacharya : sitar
- Shankar Ghosh : tabla
- Chandrashekhar Naringrekar : surbahar
- Shivkumar Sharma : santoor
- S.R. Kenkare : bansuri
- Vinayak Vora : tar shehnai
- Rijram Desad : harmonium, tabla tarang

## Postérité
Le titre de la chanson Wonderwall du groupe Oasis est un hommage à cet album.